# 궁중다례의식
궁중다례의식 宮中茶禮儀式은 서울특별시 무형문화재이다.

## 개요
- 지정번호: 서울특별시 무형문화재 제27호
- 지정연월일: 2001년 12월 20일
- 보유자: 김의정(金宜正)
- 전승지: 서울특별시

다례란 사람 또는 신불(神佛)에게 차를 달여 바치는 예의범절로서, 궁중다례·유가(儒家)·불가(佛家)·도가(道家)의 다례가 있다. 
명(茗) 또는 천(荈)이라고도 쓴 차〔茶〕는 언제부터 음료로 마시기 시작했는지는 정확히 알 수 없다. ≪삼국사기≫에 의하면 '차는 선덕여왕(632∼647) 때부터 있었다. (茶自善德女王時有之)라는 기술로 보아 적어도 7세기에는 차를 마셨음을 알 수 있다. 또 흥덕왕(828) 때는 중국종의 차나무씨를 들여와 지리산에 심어 늘어나는 수요에 충당하였다는 기록이 있다. ≪삼국유사≫의 가락국기(駕洛國記)에는 661년 신라 문무왕(文武王) 때 가야의 종묘에 시절제사인 다례(茶禮)를 지내는 음식으로서 떡ㆍ과일 등과 함께 차가 놓여졌다는 기록으로 보아 기호음료로 마셨음을 알 수 있다. 
고려시대 왕실의 다례는 태후(太后)나 왕태자의 책봉, 원자(元子)의 탄생축하 태자의 생일축하 의례시에 차를 올렸으며, 공주가 시집갈 때도 차를 베푼 기록이 ≪고려사≫에 보인다. 
조선시대 조정과 왕실의 다례에는 회강다례(會講茶禮), 사신 맞이다례, 왕실의 다례로 구분해 볼 수 있다. 
회강이란 왕세자가 스승과 시강원(侍講院)의 정1품 관리와 빈객을 모아놓고 경서(經書)와 사기(史記)를 강론하던 일로서, 이때 다례를 행한 기록이 ≪세종실록≫에 보인다. 
사신맞이다례는 태평관(太平館)ㆍ사정전(思政殿)ㆍ인정전(仁政殿)ㆍ명륜당(明倫堂) 등에서 왕이나 왕자가 중국 사신에게 차를 대접하는 의례를 행하였는데, 고종 때까지 빈번히 행해졌다. 
보유자 김의정의 사신 접빈다례 절차를 간략하게 소개하면 다음과 같다. 
사신의 의자는 동벽(東壁)에 서향하여 설치하고 임금의 의자는 서벽에 동향하여 설치하며 향안(香案)은 북벽에 설치한다. 임금과 사신이 읍(揖)을 한 다음 자리에 앉는다. 
사준제거(司罇提擧) 1인은 다병(茶甁)을 받들고, 1인은 다종(茶鍾, 찻잔)의 쟁반을 받들고 들어와 서쪽에 선다. 
사옹제거(司饔提擧) 2인은 과실쟁반을 받드는데 1인은 정사(正使) 오른쪽에 남향하여 서고, 1인은 부사(副使) 왼쪽에 북향하여 선다. 
제조가 과실쟁반을 받들고 임금의 오른쪽에 북향으로 서고 사준제거가 찻잔으로서 차를 받아 제거가 차를 따른 후 꿇어 앉아 임금에게 올리면 임금은 의자에서 일어나 조금 앞으로 나와서 서고, 사신도 의자에서 일어나 조금 앞으로 나와 선다. 
임금이 찻잔을 받아 정사(正使) 앞으로 나아가서 차를 건넨다. 정사가 종을 받아 임시로 통사(通事)에게 준다. 제조가 또 찻잔으로써 차를 받아 부사 앞에 나아가 차를 건넨다. 부사가 찻잔을 받으면 조금 물러나고 제조가 또 찻잔으로서 차를 받아 정사에게 올리면 정사가 찻잔을 쥐고 임금에게 나아가 차를 올린다. 이때 제조가 서쪽으로 물러나 북향하여 꿇어앉는다. 
임금이 찻잔을 쥐면 통사가 찻잔을 정사에게 올리고 임금은 의자에 앉아 차를 마신다. 제조는 임금 앞에 나아가 무릎을 꿇어앉아 찻잔을 받아 차쟁반에 두고 나간다. 
사옹제거는 서서 사신에게 과실을 올리고, 제조는 꿇어앉아 전하(殿下)에게 과실을 올린다. 마치면 쟁반을 가지고 나간다. 
이 밖에 왕세자 사신접빈다례와 종친접빈다례 등이 있다. 
또 궁중다례에 사용하는 도구는 탕관(湯罐, 찻물 끓이는 주전자), 다관(茶罐, 차주전자), 찻잔, 잔받침, 숙우(熟盂, 물을 식힐 때 쓰는 그릇), 차 숟가락, 차 항아리, 차 수건, 차 병, 퇴수기(차주전자나 찻잔을 쓴 물을 버리는 그릇) 등이 있다고 한다. 
보유자 김의정의 전승계보를 보면 김명길 상궁(1894∼1983)·성옥염 상궁(1920~2001) - 김미희(1920∼1981) - 김의정(김미희 딸)으로 이어지고 있다. 
 본 문서에는 서울특별시에서 지식공유 프로젝트를 통해 퍼블릭 도메인으로 공개한 저작물을 기초로 작성된 내용이 포함되어 있습니다.